# رجل الخطة (فلم)
رجل الخطة فيلم كوري كوميدي من إنتاج 2014. يدور الفيلم حول "جونج سيوك"أمين مكتبة مهوس بالنظام والنظافة الفائقة، ووصل ذلك إلى درجة مرضية فهو يستيقظ يوميًا في نفس الموعد، ويعبر الشارع في نفس التوقيت، ويذهب إلى المتجر ويأوى إلى الفراش في نفس الوقت كل يوم.

وفي كل مرة يلاحظ فيها أي شيء غير منظم لا يستطيع أن يمنع نفسه من القيام بترتيبه، حتى بات ذلك يشكل إزعاجًا لأقرانه في العمل وللفتاه الني كان معجب بها. ومن ثم يبدأ جوند سيوك في إعادة التفكير في نمط حياته الورتينية ولا سيما بعد أن باءت دميع محاولاته بالفشل لإستمالة فتاة أحلامه -بمساعدة سو جونج - زميلتها في المتجر- ويبدا في أخذ دورات للعلاج النفسي.

## روابط خارجية
- مقالات تستعمل روابط فنية بلا صلة مع ويكي بيانات